# Santarosaeuggla
Santarosaeuggla (Asio priscus) är en förhistorisk utdöd fågel i familjen ugglor inom ordningen ugglefåglar. Fågeln beskrevs 1964 utifrån fossila lämningar funna på ön Santa Rosa i Channel Islands utanför södra Kaliforniens kust. Fågelns svenska namn syftar på den historiska ön Santa Rosae som mellan 11.000 och 9.000 år sedan splittrades upp i flera mindre när havsnivån steg kraftigt efter senaste istiden.

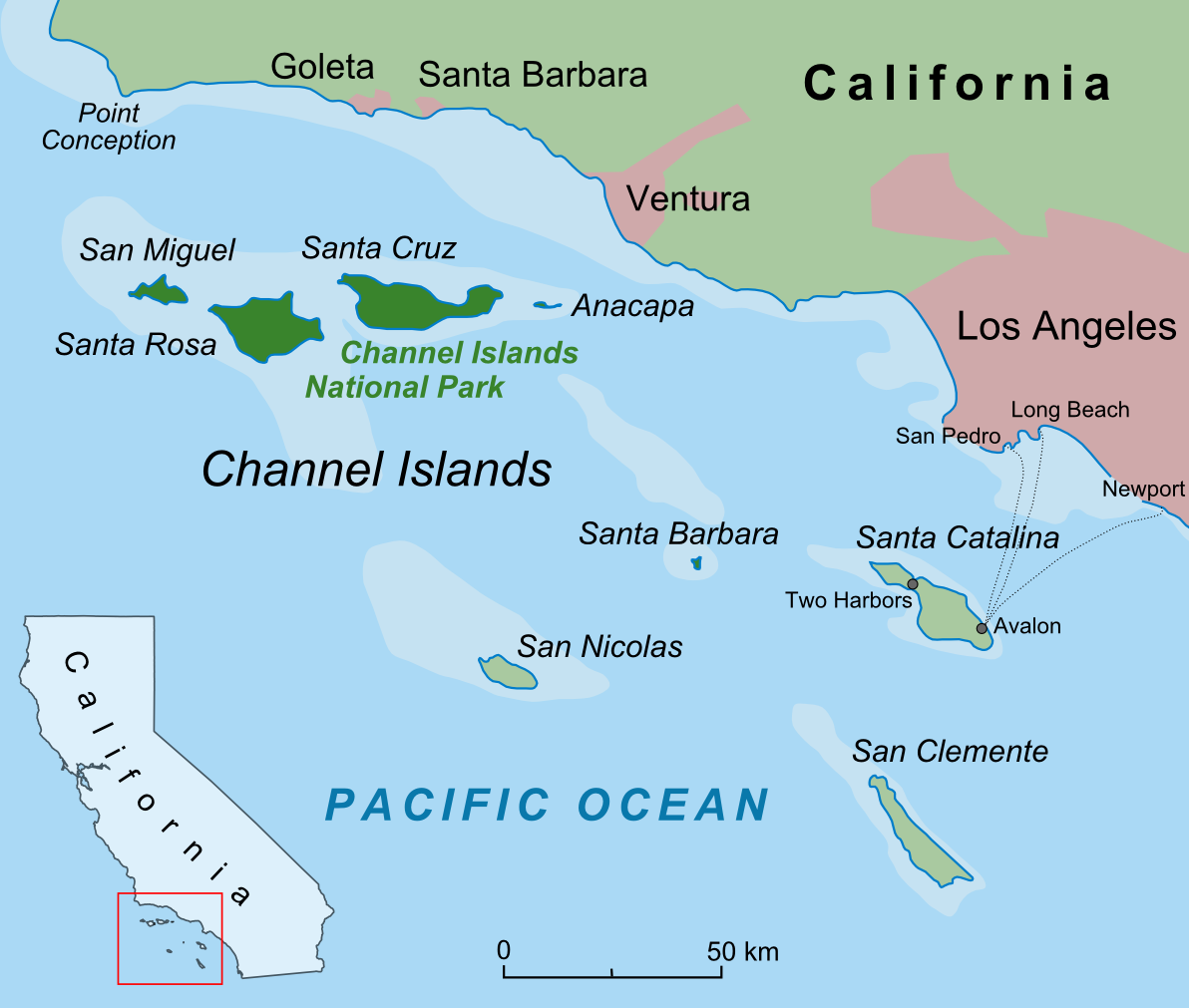
Fågeln är uppkallad efter den historiska ön Santa Rosae utanför södra Kalifornien, nu uppdelad i de fyra mindre grönmarkerade öarna på kartan.